# 長司祭

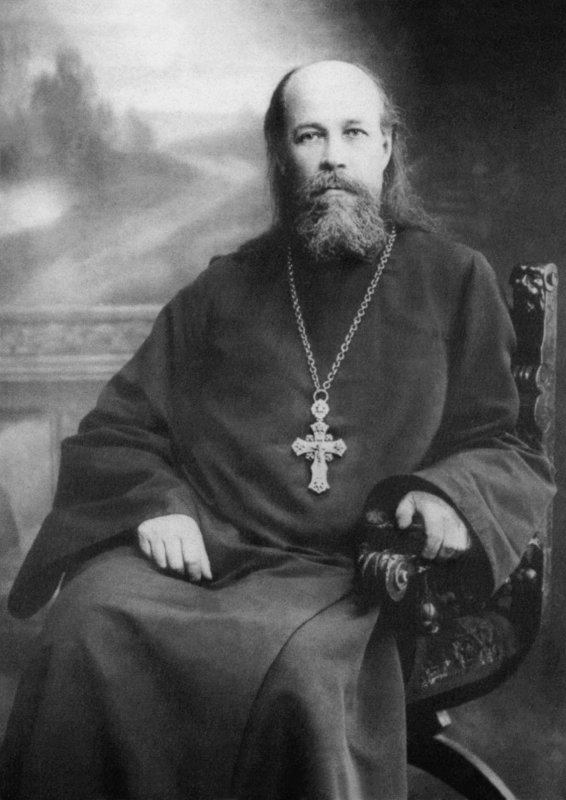
長司祭フィロソフ・オルナツキイ（Философ Орнатский、1860 - 1918）。リヤサを着用し、胸掛け十字架を掛けている。こうした普段着姿は、長司祭も通常の司祭と変わるところはない。

長司祭（ちょうしさい）とは正教会における司祭の職位。功労に応じて主教から司祭に与えられる栄誉としての称号。主教から権限を分与されて機密執行に携わるという面で通常の司祭と異ならないが、功労に応じて特別な祭服・帽子（パーリツァ・カミラフカ・稀にミトラなど）が与えられてこれを着用する。通例、妻帯司祭（在俗司祭）に与えられる称号であり、修道司祭には与えられない（掌院・典院も参照）。
司祭から長司祭に挙げられる場合、「叙聖」ではなく「昇叙」（しょうじょ）の語彙が用いられる。
- ギリシア語: Πρωθιερέας
- ロシア語: Протоиерей
- 英語: Protoiereus